# Liste der Bodendenkmäler in Nesselwang
Auf dieser Seite sind die Bodendenkmäler in dem schwäbischen Markt Nesselwang zusammengestellt. Diese Tabelle ist eine Teilliste der Liste der Bodendenkmäler in Bayern. Grundlage ist die Bayerische Denkmalliste, die auf Basis des Bayerischen Denkmalschutzgesetzes vom 1. Oktober 1973 erstmals erstellt wurde und seither durch das Bayerische Landesamt für Denkmalpflege geführt wird. Die folgenden Angaben ersetzen nicht die rechtsverbindliche Auskunft der Denkmalschutzbehörde.

## Bodendenkmäler in Nesselwang

### Bodendenkmäler in der Gemarkung Nesselwang
| Lage                                 | Objekt | Akten-Nr.     | Bild           |
| ------------------------------------ | --- | ------------- | -------------- |
| Nesselwang (Standort)                | Teilstück einer Straße der römischen Kaiserzeit. | D-7-8328-0027 |                |
| Nesselwang (Standort)                | Mittelalterlicher Burgstall (Nesselburg). Siehe auch: Burg Nesselburg | D-7-8329-0006 | weitere Bilder |
| Nesselwang Hauptstraße 28 (Standort) | Mittelalterliche und frühneuzeitliche Befunde im Bereich der Katholischen Pfarrkirche St. Andreas in Nesselwang und ihrer Vorgängerbauten. Siehe auch: St. Andreas (Nesselwang) | D-7-8329-0047 | weitere Bilder |
| Nesselwang (Standort)                | Siedlung des späten Mittelalters. | D-7-8329-0115 |                |